# Zbarbar
Zbarbar (arabisch زبربر; Zentralatlas-Tamazight ⴰⵙⴻⵔⵔⵉⵡ Aserriw) ist ein Ort mit ca. 2.500 und eine Gemeinde (commune) mit ca. 4.000 Einwohnern in der Provinz Bouira im Norden Algeriens.

## Lage und Klima
Der Ort Zbarbar befindet sich im Tellatlas-Gebirge auf der Nordseite der ca. 350 m hoch gelegenen Talsperre Koudiat Acerdoune des Oued Isser in einer Höhe von ca. 510 m. Zbarbar ist ca. 100 km (Fahrtstrecke) in südöstlicher Richtung von Algier entfernt; die Provinzhauptstadt Bouira liegt weitere ca. 65 km südöstlich. Das Klima ist überwiegend gemäßigt bis warm; Regen fällt hauptsächlich im Winterhalbjahr.

## Bevölkerung
| Jahr      | 1977  | 1987  | 1998  | 2008  |
| --------- | ----- | ----- | ----- | ----- |
| Einwohner | k. A. | k. A. | 4.525 | 3.768 |

Seit den 1960er Jahren erlebt Zbardar eine leichte Abwanderung von ehemals bäuerlich lebenden und sich selbstversorgenden Berberfamilien in die Städte Algeriens.

## Wirtschaft
Die Landwirtschaft der Umgebung ist hauptsächlich durch Getreide- und Ölproduktion geprägt; auch die Viehzucht spielt eine gewisse Rolle. Im Ort selbst haben sich Kleinhändler, Handwerker und Dienstleister aller Art niedergelassen.

## Sehenswürdigkeiten
Außer seiner Lage verfügt der Ort über keinerlei Sehenswürdigkeiten.